# Véronique Sanson
Véronique Marie Line Sanson (Boulogne-Billancourt, 24 de abril de 1949) es una cantante, compositora y productora discográfica francesa, tres veces ganadora del Premio Victoires de la musique.

## Biografía
Diez años después de Barbara, Véronique Sanson se convirtió en una de las primeras cantautoras francesas en llegar al estrellato con su álbum debut Amoureuse en 1972. También se convirtió en una de las más exitosas y prominentes representantes de la "Nouvelle chanson française" ("Nueva canción francesa"), junto a Alain Souchon, Bernard Lavilliers, Jacques Higelin, Yves Simon, Michel Polnareff, Catherine Lara, Yves Duteil, Maxime Le Forestier, Renaud Séchan, William Sheller y Francis Cabrel. A diferencia de la mayoría de los artistas franceses anteriores de la era yé-yé de los años 1970, que solían lanzar EP que consistían en una colección de sencillos, caras B y versiones, Sanson y sus contrapartes de la "nouvelle chanson française" establecieron el predominio de los cantautores en las listas de éxitos francesas gracias a álbumes de larga duración.
Una de sus canciones, "Amoureuse", fue interpretada en inglés en 1973 por la cantante Kiki Dee, y se convirtió en un éxito en el Reino Unido. Desde entonces otros cantantes han realizado versiones de la misma, desde Polly Brown (1973) hasta Olivia Newton- John (1974), Pete Townshend (1974), Linda Martin (1996) y Amanda Abbs (1997). En 1974, Patti Dahlstrom grabó una segunda versión con su propia letra, titulada "Emotion", que fue versionada por Helen Reddy (1974) y Shirley Bassey (1975). Se han grabado muchas otras versiones de "Amoureuse" en francés, alemán, español, holandés y japonés.

## Discografía

### Estudio
- Amoureuse (1972)
- De l'autre côté de mon rêve (1972)
- Le maudit (1974)
- Vancouver (1976)
- Hollywood (1977)
- 7ème (1979)
- Laisse-la vivre (1981)
- Véronique Sanson (1985)
- Moi le venin (1988)
- Sans regrets (1992)
- Indestructible (1998)
- D'un papillon à une étoile (1999)
- Longue distance (2004)
- Plusieurs Lunes (2010)
- Dignes, dingues, donc... (2016)